# Portret trumienny

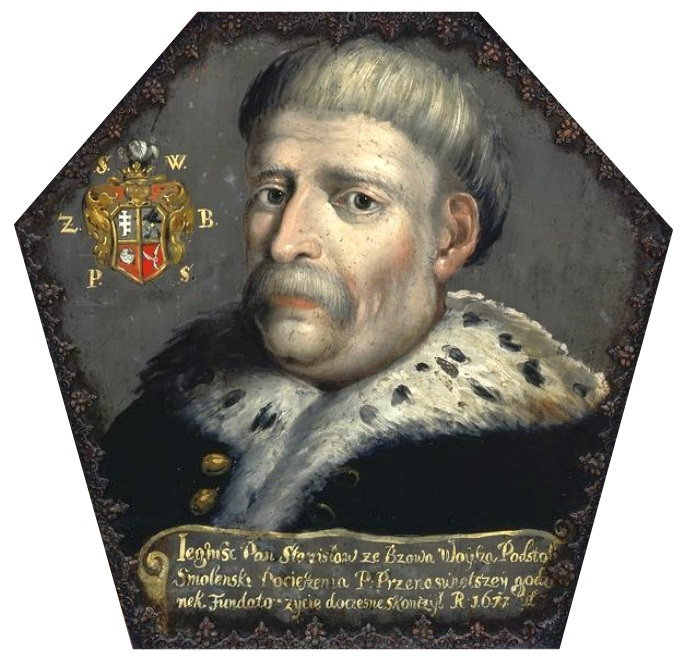
Portret trumienny Stanisława Woyszy

Portret trumienny – realistyczna podobizna osoby zmarłej, jeden z elementów castrum doloris. Pierwsze znane portrety trumienne pojawiły się w Egipcie (tzw. portrety fajumskie).

## Charakterystyka zabytków
Polskie portrety trumienne malowano na blasze, najczęściej cynowej. Malarstwo to było najbardziej popularne w XVII i XVIII wieku wśród szlachty. Kształt portretu dostosowany był do boku trumny. Portret bowiem podczas uroczystości pogrzebowych mocowano do trumny od strony głowy zmarłego (tak, by on sam mógł „brać” udział w uroczystości). Po przeciwległej stronie mocowano epitafium, a po bokach stawiano tarcze herbowe. Po zakończeniu uroczystości portret często wieszano na ścianie kościoła, którego zmarły był dobrodziejem. Najstarszym znanym portretem trumiennym w Polsce jest wizerunek Stefana Batorego z końca XVI wieku. Portrety trumienne były charakterystycznym gatunkiem portretu sarmackiego.

## Techniki malarskie
Portrety trumienne były wykonywane na blasze, zawsze w technice olejnej. Ponieważ blacha jest materiałem gładkim, stosowano jako podkład rozmaite media, w tym sok z czosnku, którym powlekano blachę. Taki podkład dzięki swojej lepkości zapewniał dobrą przyczepność dla farby olejnej. Portret przedstawiał zwykle nieboszczyka w bardzo realistycznej formie. Artyści, zwykle anonimowi, takie bowiem panowały w ówczesnej Polsce realia klasowe, na ogół przedstawiali osobę zmarłą patrzącą na widza, nie upiększając zbytnio wizerunku twarzy, nie stosowano pochlebstwa, osoby brzydkie przedstawiono realistycznie. Różne były natomiast umiejętności artystów tworzących takie konterfekty. Pierwszy konterfekt – wizerunek Stefana Batorego – zachwyca realistycznym oddaniem rysów zmarłego, jest doskonałym przykładem portretu psychologicznego. Ten pierwszy konterfekt jest obrazem bardzo małym – ma około 10 centymetrów średnicy. W okresie późniejszym konterfekt został spopularyzowany, pod koniec XVIII wieku stając się wyrobem masowym, zaś zwyczaj takiego ozdabiania trumny dotyczył zarówno katolickiej szlachty, jak i protestantów czy bogatszego mieszczaństwa. Stopniowo rosły także jego rozmiary, pod koniec największe konterfekty miały do 70 centymetrów średnicy. Masowość wyrobu sprawiła, że spadła ich wartość artystyczna.
Postacie na konterfekcie, choć oddawane zwykle realistycznie, zwykle były przedstawiane w bardzo bogatym strojnym odzieniu. Postępowanie takie znajdowało swój odpowiednik w ubiorze trumiennym zmarłego – konterfekt zwykle przedstawia osobę zmarłą w odzieniu w jakim była składana do trumny. Ubrania te są zwykle pełne przepychu, wykonane z drogich materiałów, futer, ozdób. Portret trumienny stanowi doskonałe źródło wiedzy na temat mody na przestrzeni czasów w jakich go malowano.

## Przeznaczenie portretów
Konterfekt w takim kształcie jest wyrobem artystycznym właściwym kulturze sarmackiej, związanym z szalenie bogatymi rytuałami pogrzebowymi, tzw. Pompa Funebris. Bogactwo tych obyczajów sprawiło, że traktowano je w ówczesnej Europie jako swoisty zwyczaj Polski. Znany jest zapisek Francuza, który odwiedził w ówczesnych czasach Rzeczpospolitą, w którym stwierdza on, że zdumiewający ów zwyczaj pochówku przypomina bardziej święcenie triumfu niż złożenie do grobu zmarłego. Trafiało się, że osoby zmarłe nie życzyły sobie hucznego pogrzebu, jak na przykład matka Jana Sobieskiego. Klauzulę testamentową tego typu obchodzono, urządzając dwa pogrzeby – w tym wypadku jeden zgodnie z wolą zmarłej, skromny, w którym uczestniczyło tylko 30 księży i 200-300 osób, i drugi oficjalny, w którym obchody celebrowało kilku biskupów, jednocześnie zaś uczestniczyło w nim kilka tysięcy szlachty.
Sztuka konterfektu jest szczególnym obyczajem barokowym, wyjątkowo silnie związanym z kulturą sarmacką i dziejami Rzeczypospolitej, niemającym swojego odpowiednika w kulturze innych państw europejskich.
Największą kolekcję (ponad 200 eksponatów) portretów trumiennych, tablic inskrypcyjnych i herbowych posiada Muzeum Ziemi Międzyrzeckiej im. Alfa Kowalskiego w Międzyrzeczu. Portrety oraz powiązane z nimi tablice inskrypcyjne i herbowe stanowią część wystawy stałej.

## Galeria

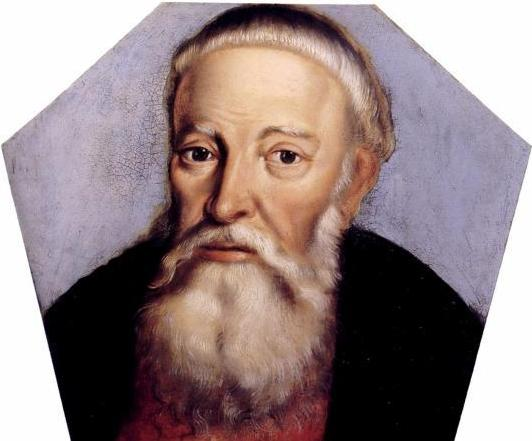
Portret trumienny z Olkusza
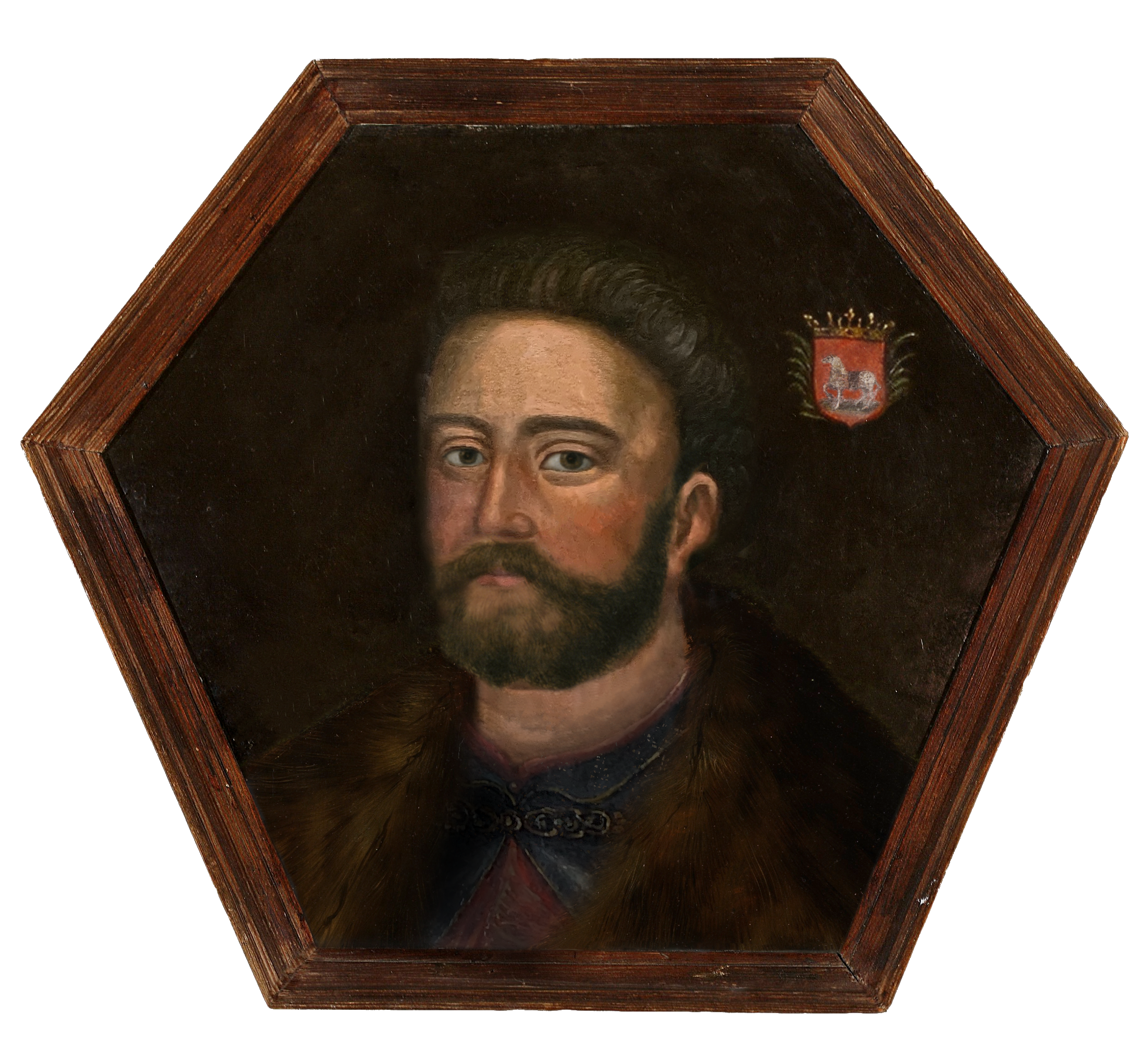
Portret trumienny Stanisława Maja herbu Starykoń
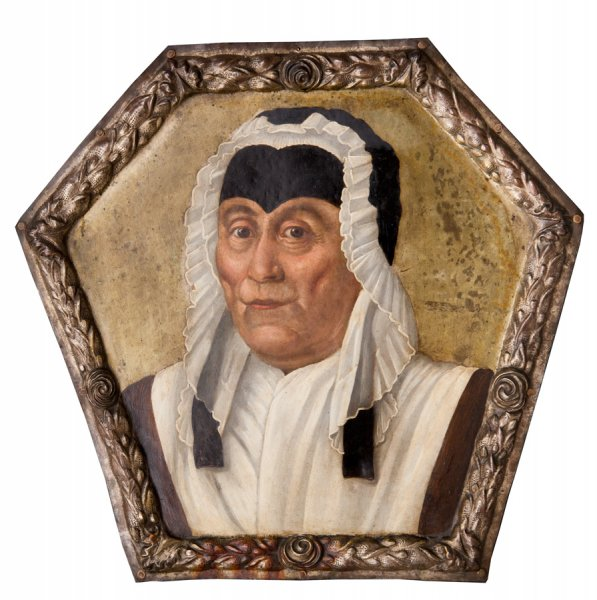
Portret trumienny Joanny Dziembkowskiej
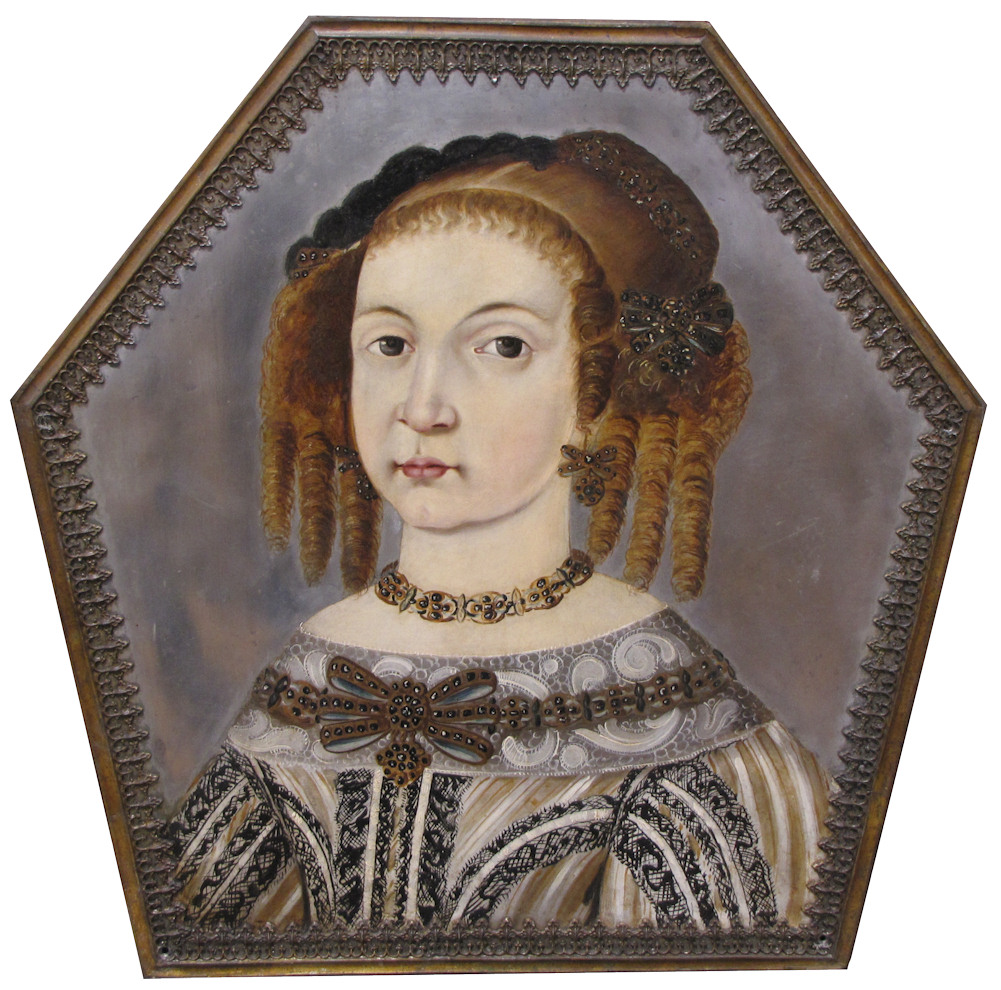
Portret trumienny Ewy Bronikowskiej herbu Osęk